# Divisione Regionale 4 (pallacanestro maschile)
La Divisione Regionale 4 rappresenta il 9º e ultimo livello cestistico nazionale nato a seguito della riforma dei campionati di pallacanestro del 2023 assumendo dal 15 luglio 2023 l'attuale denominazione. Prende il posto della Seconda Divisione. La competizione viene organizzata attualmente solo dal comitato regionale della Lombardia. Si tratta del sesto ed ultimo livello regionale, gestito quindi dai comitati regionali della Federazione Italiana Pallacanestro. Le squadre promosse vengono ammesse in Divisione Regionale 3 e non sono previste retrocessioni. 

## Formato
Non c'è una formula comune a tutti i campionati, perché sono gestiti in maniera differente da ogni regione. In generale, si segue lo schema dei gironi all'italiana che si concludono con i play-off e i play-out. Le squadre promosse vengono ammesse in Divisione Regionale 3. Tale campionato rappresenta l'ultimo livello a carattere provinciale della regione Lombardia (unica regione ad organizzate il 9° e ultimo livello).

## Storia
Originariamente, la Seconda Divisione era il terzo livello al di sotto della Divisione Nazionale e della Prima Divisione. Era stata istituita nel 1930, nell'ambito di una più grande riorganizzazione della Federazione Italiana Palla al Cesto. Veniva gestita dai comitati regionali. Nel 2007-2008, sono stati organizzati dei gironi di Seconda Divisione dai comitati di Lombardia, Emilia-Romagna, Veneto e Marche. Dalla stagione 2012-2013, la Seconda Divisione è stata tolta in Lombardia, Emilia-Romagna e Marche per carenza di squadre nella categoria, successivamente dalla stagione 2018-2019 anche in Veneto non è più presente questo campionato. Nella stagione 2018-2019 è presente solamente in Lombardia, precisamente nella provincia di Bergamo vengono istituiti 4 gironi da 8 squadre ciascuno. Dal 15 luglio 2023, la Seconda Divisione cambia denominazione in Divisione Regionale 4.

## Campionati provinciali disputati (Lombardia)
La competizione viene organizzata nella regione Lombardia a livello provinciale nei seguenti 4 raggruppamenti riportati nella tabella:
| Provincia | Gironi disputati      | Gironi disputati      | Gironi disputati      | Gironi disputati      | Gironi disputati      | Gironi disputati      | Gironi disputati      | Gironi disputati      | Gironi disputati      | Gironi disputati      | Gironi disputati      | Gironi disputati      |
| --------- | --------------------- | --------------------- | --------------------- | --------------------- | --------------------- | --------------------- | --------------------- | --------------------- | --------------------- | --------------------- | --------------------- | --------------------- |
| Brescia   | Girone A (11 squadre) | Girone A (11 squadre) | Girone A (11 squadre) | Girone A (11 squadre) | Girone A (11 squadre) | Girone A (11 squadre) | Girone B (11 squadre) | Girone B (11 squadre) | Girone B (11 squadre) | Girone B (11 squadre) | Girone B (11 squadre) | Girone B (11 squadre) |
| Bergamo   | Girone C (11 squadre) | Girone C (11 squadre) | Girone C (11 squadre) | Girone D (11 squadre) | Girone D (11 squadre) | Girone D (11 squadre) | Girone E (12 squadre) | Girone E (12 squadre) | Girone E (12 squadre) | Girone F (11 squadre) | Girone F (11 squadre) | Girone F (11 squadre) |
| Varese    | Girone G (11 squadre) | Girone G (11 squadre) | Girone G (11 squadre) | Girone H (12 squadre) | Girone H (12 squadre) | Girone H (12 squadre) | Girone I (12 squadre) | Girone I (12 squadre) | Girone I (12 squadre) | Girone K (11 squadre) | Girone K (11 squadre) | Girone K (11 squadre) |
| Milano    | Girone K (11 squadre) | Girone K (11 squadre) | Girone K (11 squadre) | Girone K (11 squadre) | Girone L (12 squadre) | Girone L (12 squadre) | Girone L (12 squadre) | Girone L (12 squadre) | Girone M (11 squadre) | Girone M (11 squadre) | Girone M (11 squadre) | Girone M (11 squadre) |